# Premetro Antwerpen

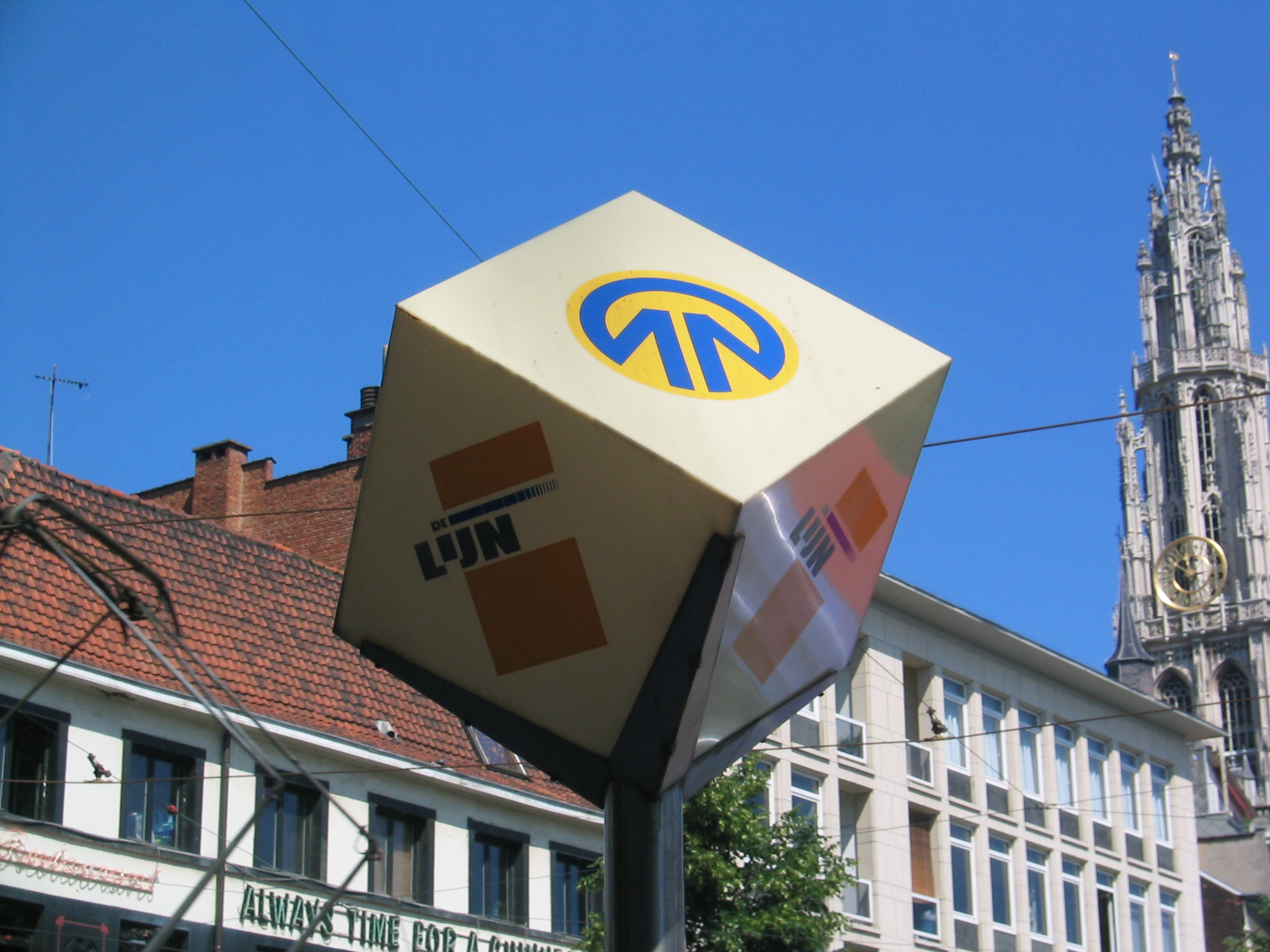
Logo der Premetro und des Bahnbetreibers

Die Premetro Antwerpen ist Teil des Öffentlichen Nahverkehrs von Antwerpen. Als Premetro (Stadtbahn) werden dabei die unterirdischen Abschnitte des Straßenbahnnetzes der Stadt bezeichnet. Betreiber ist die flämische De Lijn. Die Gesamtlänge des unterirdischen Netzes beträgt 13,5 km und 19 Haltestellen, wovon derzeit (2015) 11,2 km und 12 Stationen in Betrieb sind. Die Spurweite der Bahnen beträgt 1000 mm.

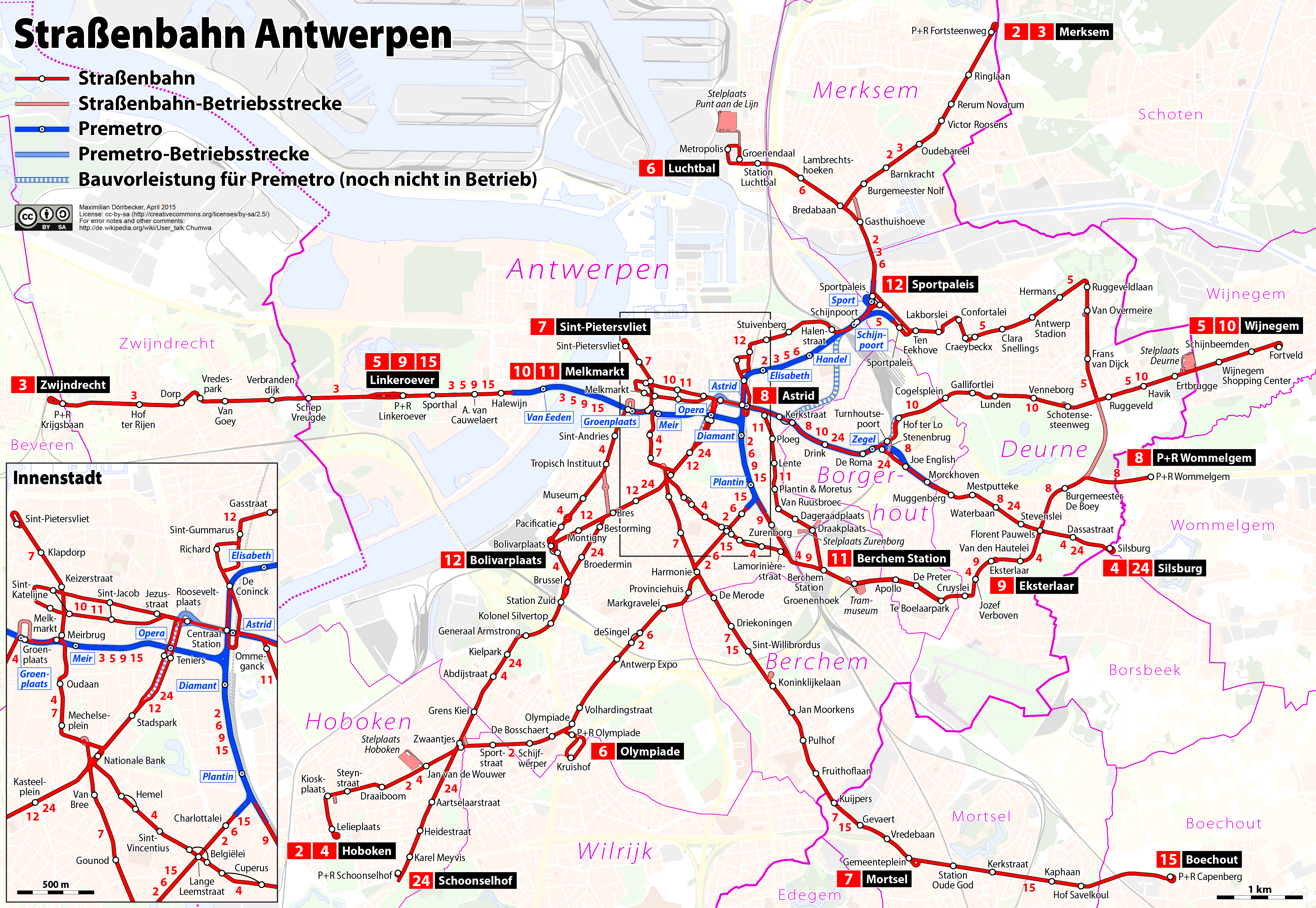
Straßenbahnnetzplan inklusive Premetrostrecken und Bauvorleistungen (Stand April 2015)

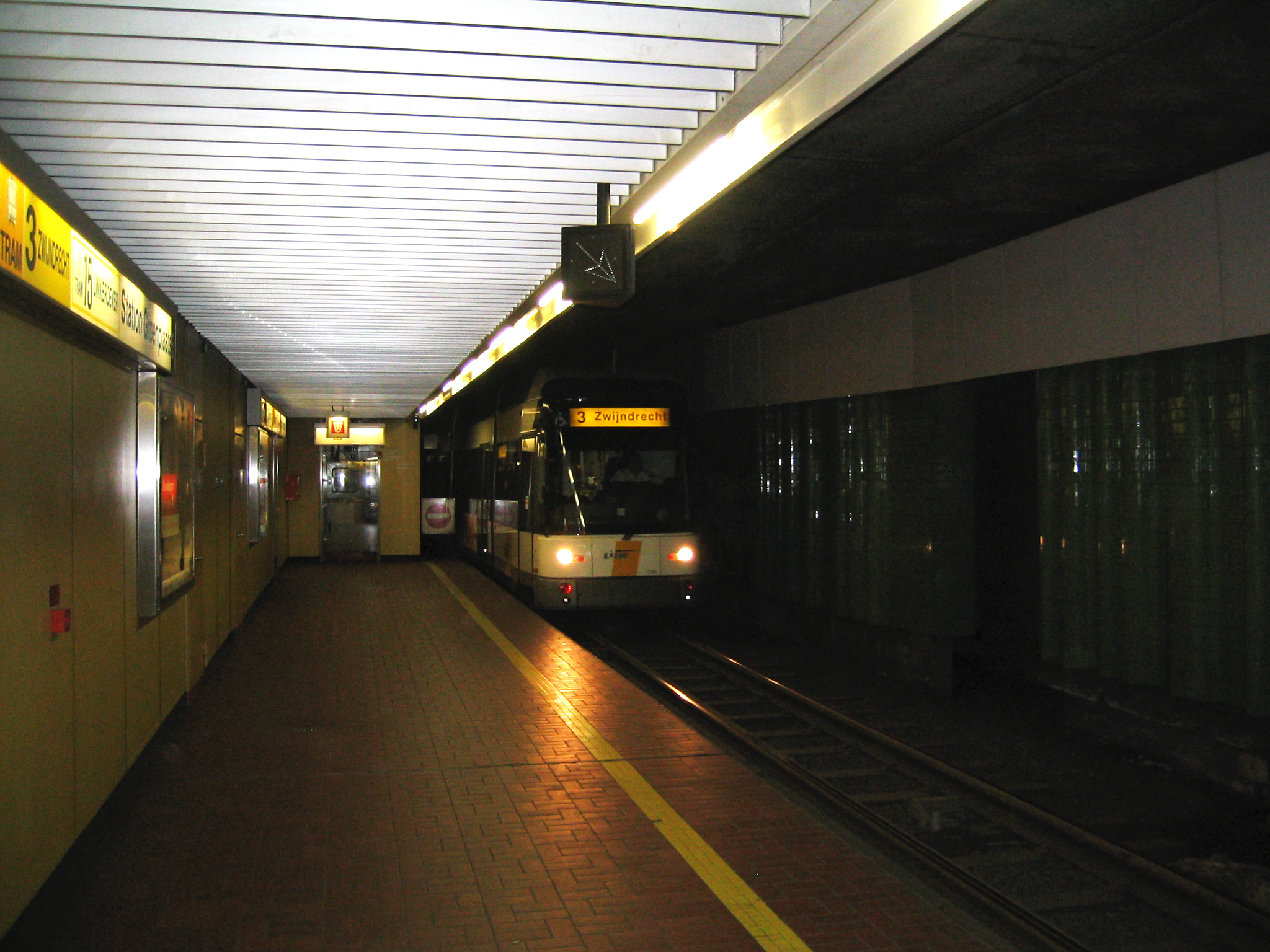
Bahneinfahrt in die Haltestelle Groenplaats

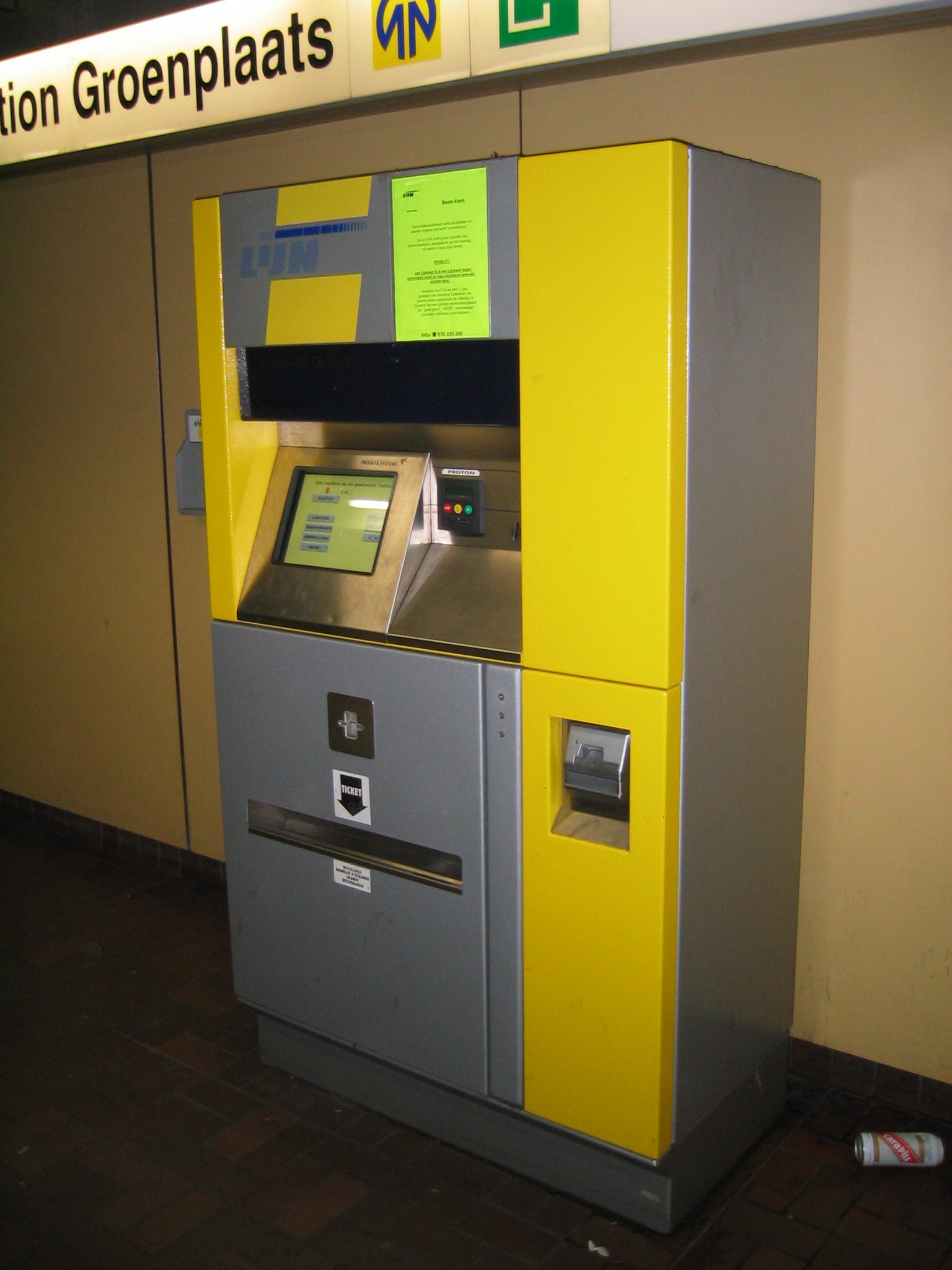
Fahrkartenautomat

In der Innenstadt verlaufen unterirdisch zwei Teilnetze: Der erstgebaute Teil besteht aus einem dreiästigen Netz, im Zentrum können die Linien in einem Gleisdreieck in allen Relationen den Ast wechseln. 2015 hinzugekommen ist außerdem eine Stichstrecke aus den östlichen Stadtteilen, die an der Station Astrid endet. Dieser Abschnitt bestand bereits seit mehreren Jahren als Rohbau, weitere Rohbaureaktivierungen sind für die Zukunft geplant.
In der ursprünglichen Planung Anfang der 1970er Jahre war das vollständig unterirdische Netz auf eine Länge von 15 km und 22 Haltestellen angelegt. Der erste Teilabschnitt wurde am 25. Mai 1975 zwischen den Haltestellen Groenplaats und Diamant (beim Hauptbahnhof) mit einer Länge von 1,3 km eröffnet. Der weitere Ausbau erfolgte 1980, 1990 (mit der Haltestelle Van Eeden), 1996 (mit den Haltestellen Astrid, Elisabeth, Handel, Schijnpoort und Sport) und 2006 (mit der oberirdischen Haltestelle Sportpaleis) im Nordosten des Netzes. 2015 folgte der Ast von Astrid bis Muggenberg mit der Zwischenstation Zegel, die anderen Zwischenstationen Carnot und Drink werden derzeit noch nicht bedient, der weitere Ausbau mit Einführung der Linie 10 aus Wijnegem in das Premetronetz ist geplant.

## Linien
Folgende Linien bedienen seit April 2015 unterirdische Abschnitte:
| Linie | Linienweg | unterirdische Haltestellen                                                 |
| ----- | --- | -------------------------------------------------------------------------- |
| 2     | Merksem – Oudebareel – Burgemeester Nolf – Sport – Handel – Astrid – Diamant – Plantin – Harmonie – Olympiade – Zwaantjes – Hoboken | Sport Schijnpoort Handel Elisabeth Astrid Diamant Plantin                  |
| 3     | Merksem – Oudebareel – Burgemeester Nolf – Sport – Handel – Astrid – Opera – Groenplaats – Halewijn – Linkeroever – Zwijndrecht     | Sport Schijnpoort Handel Elisabeth Astrid Opera Meir Groenplaats Van Eeden |
| 5     | Wijnegem – Ruggeveld – Antwerp Stadion – Sportpaleis – Handel – Astrid – Opera – Groenplaats – Halewijn – Linkeroever               | Schijnpoort Handel Elisabeth Astrid Opera Meir Groenplaats Van Eeden       |
| 6     | Luchtbal – Sport – Handel – Astrid – Diamant – Plantin – Harmonie – Olympiade                                                       | Sport Schijnpoort Handel Elisabeth Astrid Diamant Plantin                  |
| 8     | Astrid – Muggenberg – Florent Pauwels – Wommelgem                                                                                   | Astrid Zegel                                                               |
| 9     | Eksterlaar – Berchem Station – Plantin – Diamant – Opera – Groenplaats – Halewijn – Linkeroever                                     | Plantin Diamant Opera Meir Groenplaats Van Eeden                           |
| 15    | Boechout – Mortsel – Fruithoflaan – Sint-Willibrordus – Harmonie – Plantin – Diamant – Opera – Groenplaats – Halewijn – Linkeroever | Plantin Diamant Opera Meir Groenplaats Van Eeden                           |